# Přibyslav
Přibyslav (deutsch Primislau) ist eine Stadt im Okres Havlíčkův Brod in Tschechien. Sie liegt zwölf Kilometer südöstlich der Kreisstadt Havlíčkův Brod.

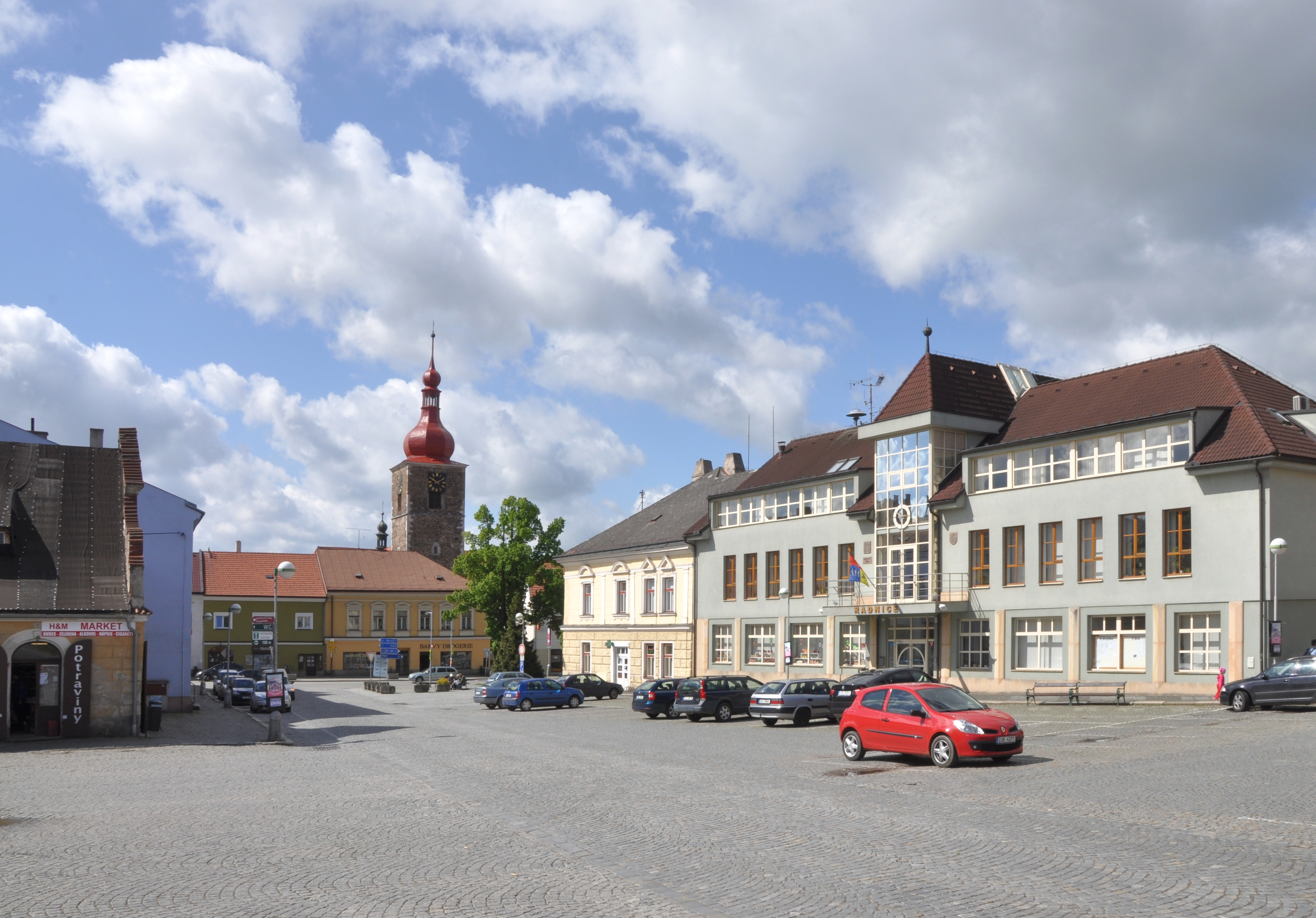
Marktplatz

## Geographie
Přibyslav liegt am rechten Ufer der Sázava im westlichen Teil der Böhmisch-Mährischen Höhe. Nachbarorte sind Žižkovo Pole im Norden, Malá Losenice im Nordosten, Velká Losenice im Osten, Sázava, Buková und Olešenka im Südosten, Česka Jablonná im Süden, Šlapanov und Kněžská im Südwesten sowie Bartoušov und Dlouhá Ves im Westen.

## Geschichte
Přibyslav wurde vermutlich von Přibyslav, einem Bruder des Jan von Polná, in der 1. Hälfte des 13. Jahrhunderts gegründet. Die gleichnamige Burg diente dem Schutz des von den Herren von Polná kolonisierten Gebiets. Die unterhalb der Burg entstandene Siedlung wurde bereits 1251, als sie im Besitz des Smil Světlický von Lichtenburg war, als Städtchen bezeichnet. 1255–1272 waren Burg und Städtchen im Besitz des Čeněk von Ronow, 1283–1317 gehörte beides Čeněks Söhnen Hynek und Čeněk. Bereits 1257 wurde Přibyslav als ein Zentrum der Förderung von Silbererzen erwähnt. 1381 erhielt Přibyslav Stadtrecht. Die Bevölkerung bestand um 1400 aus drei Vierteln Deutschen, deren Anteil nachfolgend kontinuierlich abnahm. Während der Hussitenkriege gehörte Přibyslav dem Čeněk von Ronow, einem Anhänger König Sigismunds. Vermutlich deshalb wurde die Stadt im Oktober 1424 nach zwei Tagen Belagerung von Jan Žižka erobert, der vier Tage später, am 11. Oktober, im Lager südlich des Dorfes Schönfeld (Šenfeld) an der Pest starb. Obwohl die Burg Přibyslav 1431 an Herzog Albrecht von Habsburg übergehen sollte, wurde sie bis 1434 von den Hussiten gehalten. In diesem Jahr gelangte die Herrschaft Přibyslav an Hynek Ptáček von Pirkstein, der sie seiner Herrschaft Polná inkorporierte. 1597 verkaufte Joachim Ulrich von Neuhaus die Herrschaft Polná-Přibyslav für 119.000 Schock Meißnische Groschen an Hertwig Seidlitz von Schönfeld. Nach der Schlacht am Weißen Berg wurde der Besitz des Protestanten Rudolf Seidlitz von Schönfeld im Jahre 1622 konfisziert; die Herrschaft Polná-Přibyslav ging zunächst als Pfand an Jaroslav Borsita von Martinic, wurde jedoch bereits 1623 für 115.000 Gulden an Kardinal Dietrichstein verkauft. Die Fürsten von Dietrichstein hielten Přibyslav bis 1862. In diesem Jahr erfolgte eine Teilung der Grundherrschaft Polná-Přibyslav, bei der Přibyslav an Gräfin Clothilde Clam-Gallas überging.
1767 zerstörte ein Feuer weite Teile der Stadt. Eine weitere Brandkatastrophe ereignete sich 1847. Die Bevölkerung ernährte sich neben der Landwirtschaft von der Textilherstellung sowie von Handwerk und Handel. Im 19. Jahrhundert kamen eine Landmaschinenfabrik und ein großes Milchwerk hinzu.

## Sehenswürdigkeiten

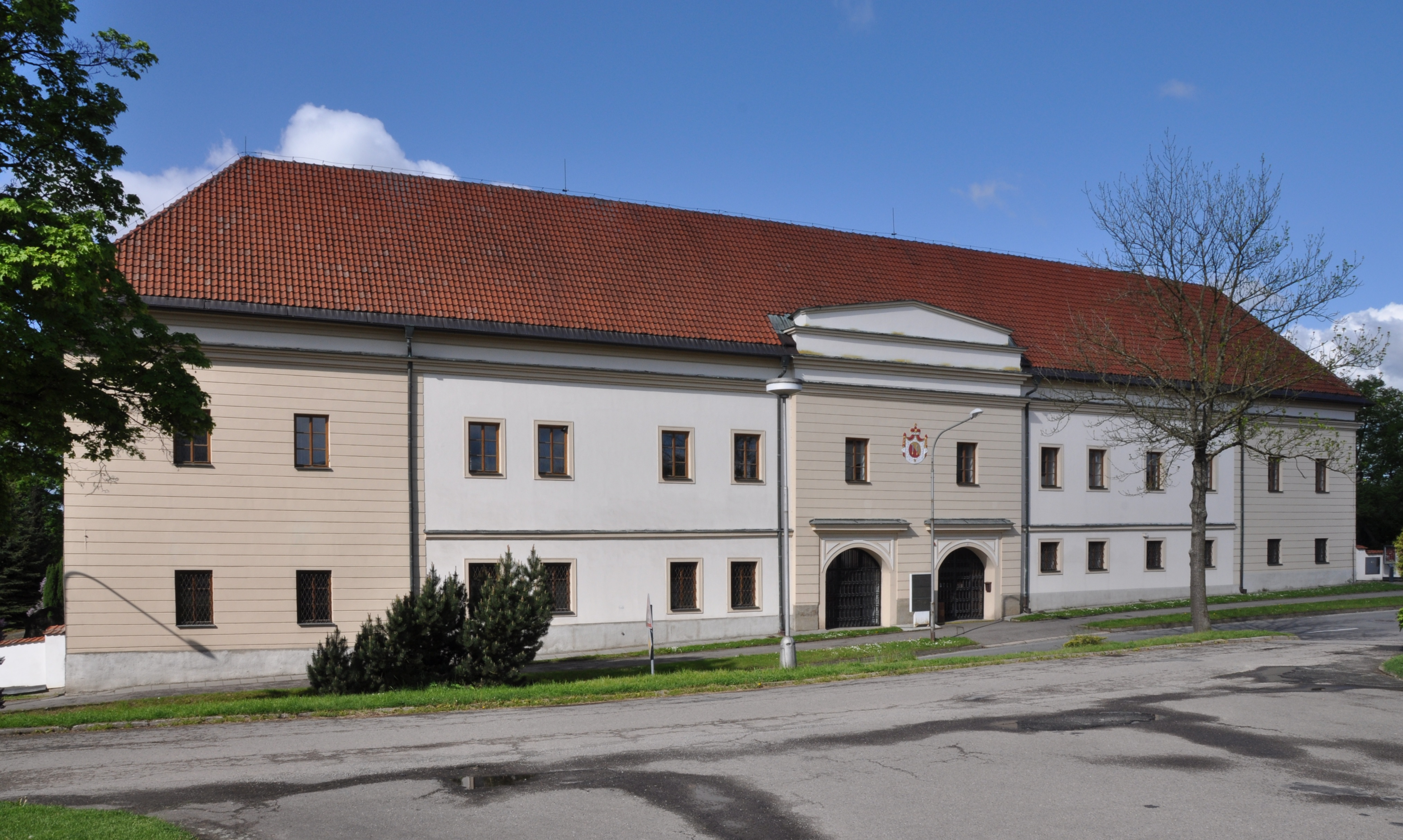
Schloss Přibyslav

- Das Schloss Přibyslav wurde 1560 östlich der verfallenen Burg von Zacharias von Neuhaus im Stil der Renaissance errichtet. Unter Karl Maximilian von Dietrichstein wurde es in eine vierflügelige Barockanlage umgebaut und erweitert. Nach dem Brand von 1847 ließ Franz Joseph von Dietrichstein die Hauptfassade im Stil des Klassizismus erneuern. Heute beherbergt es ein Feuerwehr-Museum, das sogenannte Feuerwehrbewegungszentrum, das als eines von wenigen Europa durch das CTIF zertifiziert wurde.[3]
- Die Kirche des hl. Johannes des Täufers wurde 1753 im Barockstil errichtet.
- Der gotische Turm neben der Kirche stammt aus dem Jahr 1498.

## Ortsteile
Zu Přibyslav gehören die Ortschaften
- Česká Jablonná (Böhmisch Gablenz)
- Dobrá (Dobra)
- Dolní Jablonná (Deutsch Gablenz)
- Dvorek (Dworetzka)
- Hesov (Schönbrunn)
- Hřiště (Spieldorf)
- Keřkov (Gerskau)
- Poříčí (Porschitsch)
- Ronov (Ronow)
- Uhry (Ungarn) und
- Utín (Uttendorf).

## Partnerstädte
- Mook en Middelaar, Holland
- Sliač, Slowakei

## Persönlichkeiten
- Jan Otto (1841–1916), Verleger
- Jaromír Málek (1943–2023), tschechisch-britischer Ägyptologe